# Manfred Boehm (Schauspieler)

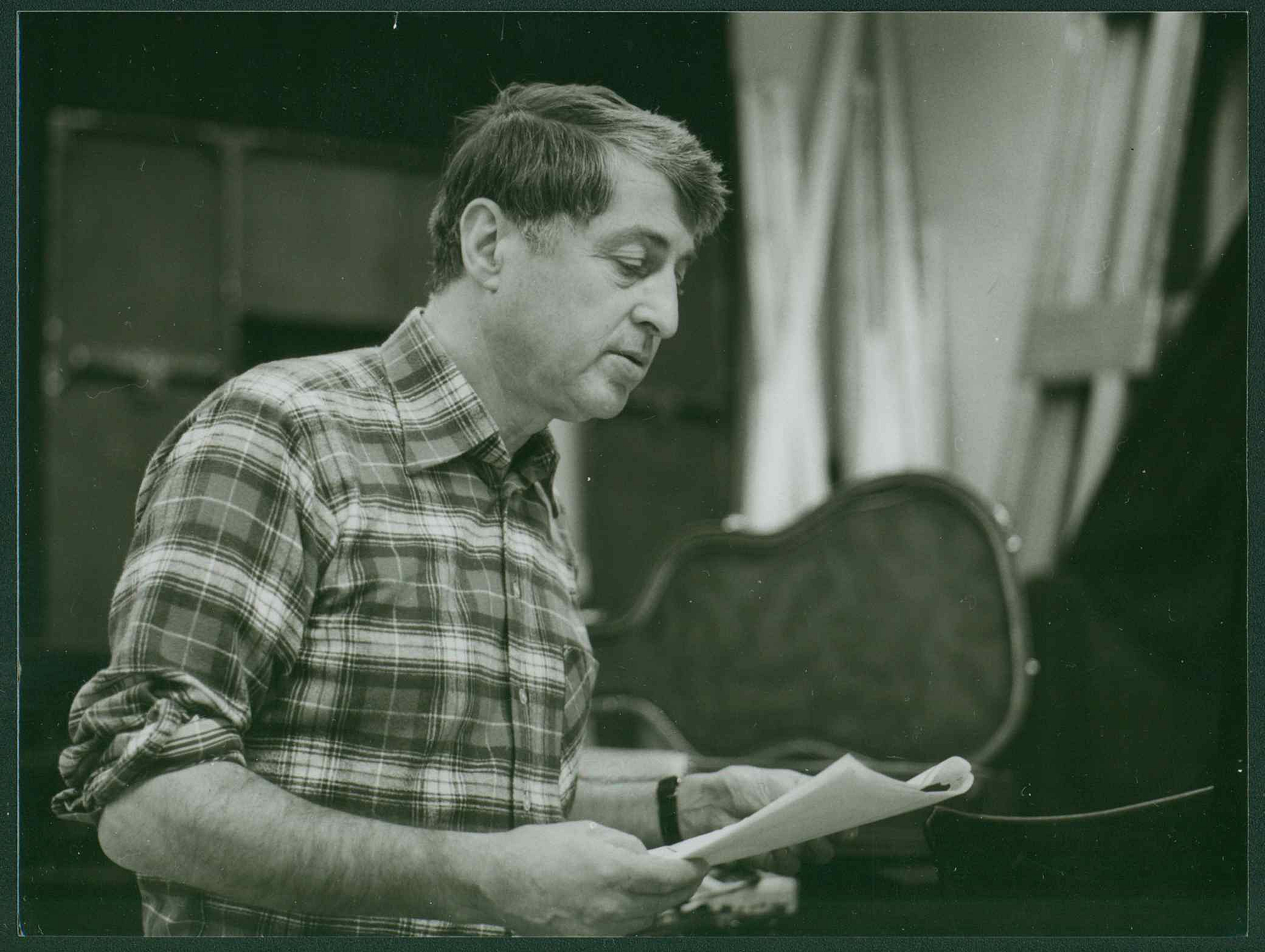
Manfred Boehm in dem Drama Musik von Frank Wedekind am Badischen Staatstheater Karlsruhe (1986/1987)

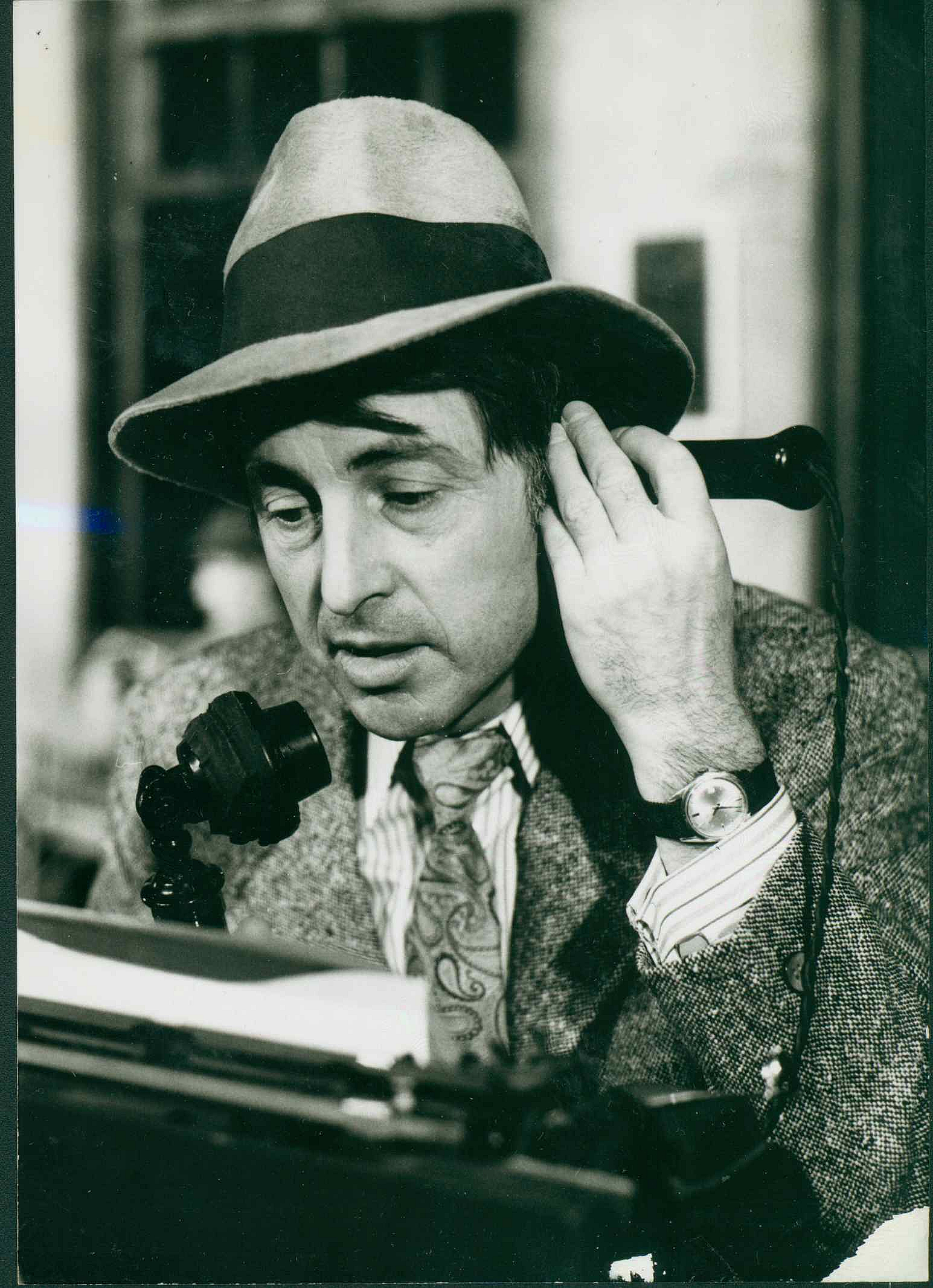
Boehm ebenda in Reporter von Ben Hecht und Charles MacArthur (1977/1978)

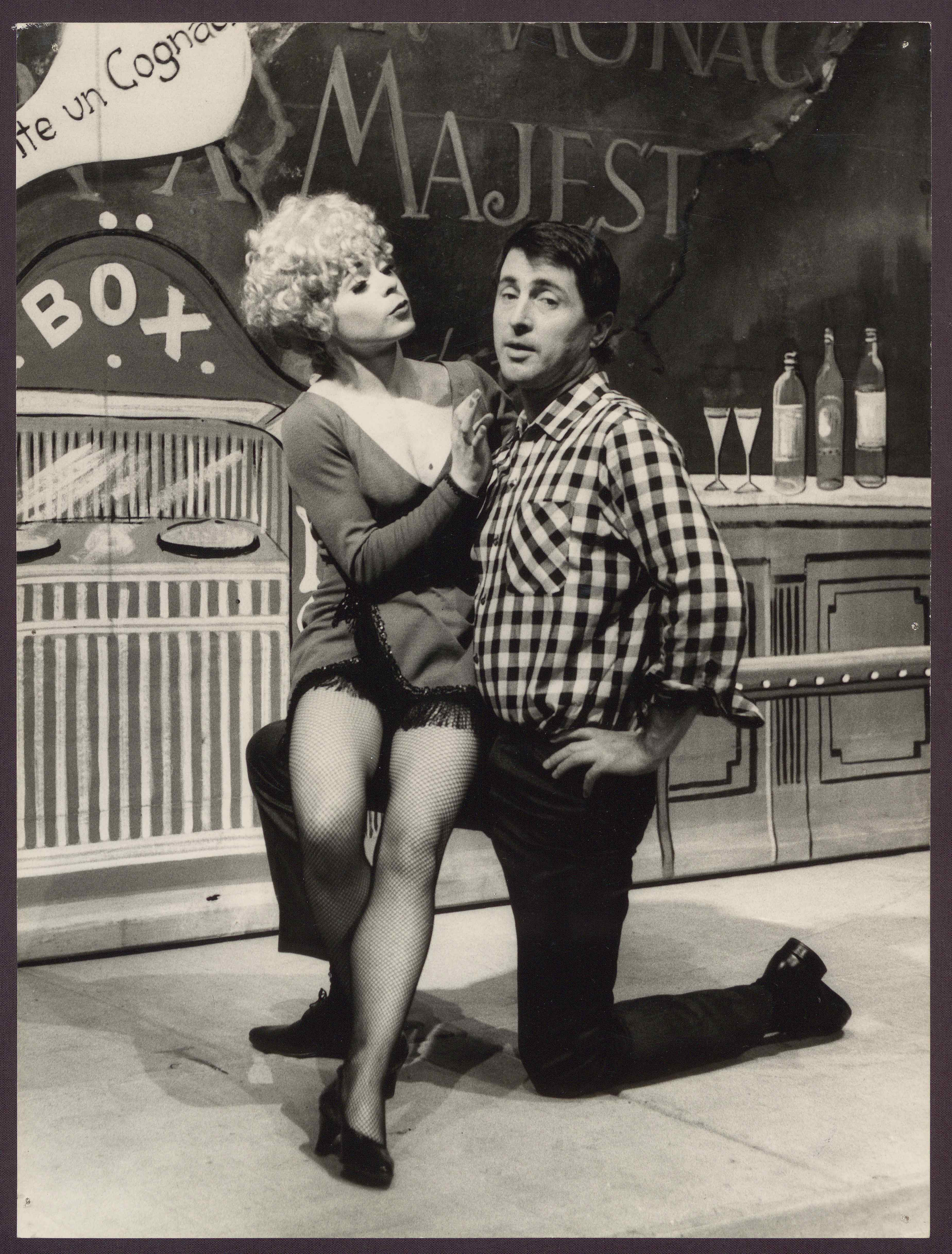
Boehm in Irma la Douce mit Marie-Agnes Reintgen (1968/1969)

Manfred Boehm, auch Manfred Böhm, (* 14. September 1930 in Blaubeuren; † 15. August 2015 in Frankfurt am Main) war ein deutscher Schauspieler.

## Leben
Der Sohn eines Lehrers absolvierte nach der Oberschule von 1947 bis 1949 die Privatakademie für Schauspielkunst in Stuttgart. 1949 gab er sein Debüt an den Städtischen Bühnen Münster. Bis 1951 stand er dort unter Vertrag.
1951/52 spielte er am Stadttheater Memmingen, 1952/53 am Staatstheater Stuttgart, 1953 bis 1957 an der Komödie im Marquardt und 1957 bis 1966 an den Bühnen der Landeshauptstadt Kiel. Rollen in Kiel waren Bluntschli in Helden, Cleant in Der eingebildete Kranke, Senator in Louis Verneuils’ Staats-Affären, Don Cesar in Moretos Donna Diana, Jerry Ryan in Gibsons Spiel zu zweit, Philipp Hotz in Frischs Die große Wut des Philipp Hotz, Obolski in Feuerwerk, Don Pedro in Viel Lärm um nichts und Mick in Der Hausmeister.
1962 trat Böhm in der Rolle des Winnetou bei den Karl-May-Spielen in Bad Segeberg an – allerdings nur für eine Saison. Böhm stand in den Jahren und Jahrzehnten danach als Nebendarsteller in diversen Tatort-Produktionen vor der Kamera. Einen Namen machte sich Böhm aber vor allem als Theaterschauspieler. Unter anderem an den Staatstheatern Wiesbaden, Karlsruhe und Stuttgart.
Von 1966 bis 1968 gehörte er zum Ensemble des Staatstheaters Wiesbaden und verkörperte dort unter anderem Roerl in Ibsens Stützen der Gesellschaft und Dr. Maurer in Das weite Land. Ab 1968 war er langjähriges Ensemblemitglied des Badischen Staatstheaters Karlsruhe, wo er zahlreiche Rollen übernahm, darunter Don Manuel in Calderóns Dame Kobold, Narr in Was ihr wollt, Astrow in Onkel Wanja, Roger Rop in In der Sache J. Robert Oppenheimer, Hauptmann in Zuckmayers Schinderhannes, Dorn in Die Möwe, Rheingraf vom Stein in Das Käthchen von Heilbronn, Richard in Egmont und Dr. Fleischer in Der Biberpelz.

## Filmografie (Auswahl)
- 1966: Hafenpolizei – Schlangenjagd
- 1966: Weihe des Hauses
- 1967: Fernfahrer – Der Steinbruch
- 1971: Die Messe der erfüllten Wünsche
- 1973: Tatort: Stuttgarter Blüten
- 1974: Tatort: Gefährliche Wanzen
- 1974: Der Springteufel
- 1978: Das Einhorn
- 1979: Gesundheit
- 1980: Die Leute vom Domplatz
- 1982: Tatort: Blinde Wut
- 1983: Vom Webstuhl zur Weltmacht
- 1984: Tatort: Rubecks Traum
- 1985: Tatort: Miese Tricks
- 1985: Hautnah
- 1986: Lauter Glückspilze
- 1988: Tatort: Die Brüder
- 1990: Tatort: Rendezvous
- 1994: Drei Tage im April
- 1995: Der Leihmann
- 2005: Ein Fall für zwei, Folge Zerbrochene Träume